# Азуні
Азуні (італ. Asuni, сард. Asuni) — муніципалітет в Італії, у регіоні Сардинія, провінція Ористано.
Азуні розташоване на відстані близько 380 км на південний захід від Рима, 75 км на північ від Кальярі, 32 км на схід від Ористано.
Населення — 341 особа (2014).

## Демографія
Населення за роками:

Станом на 1 січня 2023 року в муніципалітеті офіційно проживали 3 іноземці з 3 країн, серед них 1 громадянин країн Євросоюзу.

## Сусідні муніципалітети
- Лаконі
- Руїнас
- Самугео
- Сеніс
- Вілла-Сант'Антоніо